# اوسونیتسا
اوسونیتسا (به صربی: Osonica) یک روستا در صربستان است که در ایوانئیتسا واقع شده‌است. اوسونیتسا ۴۵٫۶۰ کیلومتر مربع مساحت و ۷۹۰ نفر جمعیت دارد.